# International Superstar Soccer 64
International Superstar Soccer 64 (abreviado oficialmente como ISS 64, originalmente lançado no Japão como Jikkyou J.League Perfect Striker e depois adaptado como Jikkyou World Soccer 3) é um jogo eletrônico de futebol desenvolvido pela divisão de Osaka da Konami na série de jogos International Superstar Soccer da Konami e lançado para o Nintendo 64 que é essencialmente uma versão de Nintendo 64 de International Superstar Soccer Pro. O jogo ao todo é similar á versão de PlayStation (incluindo os mesmos nomes dos jogadores, com a exceção dos jogadores do Japão, da Inglaterra e uma grande parte dos jogadores do EUA) mas com alguns times tendo um 1º ou 2º uniforme mais impreciso (Os Estados Unidos, por exemplo, usam seu uniforme da Adidas da Copa do Mundo de 1994, com as listras, como 1º uniforme e seu atual uniforme da Nike como 2º uniforme). E no quesito seleções disponíveis, ele segue mais fielmente a versão de Super Nintendo de International Superstar Soccer Deluxe, só com a África do Sul substituindo a seleção marroquina.

## Jogabilidade
Na essência, o jogo é quase o mesmo que o seu antecessor de Super Nintendo, International Superstar Soccer Deluxe, vastamente melhorado para o Nintendo 64, com animações em 3D, jogabilidade rápida e fluída. Enquanto é mantida a maioria das listas de jogadores. A África do Sul estreando nesse jogo como um time selecionável, substituindo Marrocos. Entretando há times da versão japonesa que não estão presentes nas versões internacionais, como Bolívia, Jugoslávia, Canadá e Arábia Saudita.
Existem seis modos de jogo, incluindo um divertido modo multijogador que aceita até quatro pessoas. Copa Internacional consiste em o jogador competindo com uma série de times do mundo onde todos jogam contra todos; Liga Mundial é uma séria de setenta partidas contra cada um dos times do jogo.
Há também a competição de pênaltis com até quatro jogadores, ou tentar completar os chamado modo scenario (cenário) onde em cada jogo há um objetivo específico, por exemplo marcar um gol com um tempo limite definido, ou impedir que o time adiversário marque, etc.).

## Recepção
O site N64.com deu ao International Superstar Soccer 64 uma nota 9 de 10. E explicou que não deram nota dez pelo jogo ter um gráfico um pouco cartunesco. Na época do lançamento no Japão, Shigeru Miyamoto disse que "o jogo de futebol da Konami pode ser melhor que os jogos [do Nintendo's 64]. Parece muito bom." Official Nintendo Magazine posicionou na 81.ª posição entre os melhores jogos disponíveis em plataformas da Nintendo.
GameSpot deu 7 de 10 dizendo que "[ele] oferece tudo o que o FIFA 64 fez mas faz [a apresentação] um pouco melhor".